# Seznam slovenských družic
Toto je seznam slovenských družic, který zahrnuje všechny slovenské družice, které se dostaly na oběžnou dráhu Země. Seznam nezahrnuje první tři družice z programu Magion, které byly vypuštěny na orbitu v době existence Československa.

## Seznam družic
| Název    | Obrázek | Datum startu       | Cíl                                                       | Průběh mise | Stav               | Ref.  |
| -------- | ------- | ------------------ | --------------------------------------------------------- | --- | ------------------ | ----- |
| skCube   |         | 23. června 2017    | test nových technologií, pozorování ionosférických blesků | Vypuštění proběhlo úspěšně, přibližně 15 dní po vypuštění však došlo k poruše palubního počítače, která byla pravděpodobně způsobena kosmickou radiací. Ta zabránila dalšímu provádění experimentů. Družice však byla nadále funkční a komunikace s ní probíhala až do 12. ledna 2019, kdy se satelit odmlčel nadobro. Dle vyjádření zástupců SOSA se podařilo provést 19 z 21 plánovaných experimentů. Družice zanikla vstupem do hustších vrstev atmosféry 12. listopadu 2023. | zanikl v atmosféře | [ 4 ] |
| GRBAlpha |         | 22. března 2021    | detekce gama záblesků                                     | Družice byla úspěšně vynesena na orbitu a provádí pozorování. (aktuální k prosinci 2023) | na orbitě, aktivní | [ 5 ] |
| Veronika |         | 11. listopadu 2023 | popularizace vědy a techniky                              | Družice byla úspěšně vynesena na orbitu a komunikuje. (aktuální k prosinci 2023) | na orbitě, aktivní | [ 6 ] |
| GRBBeta  |         | 9. července 2024   | detekce gama záblesků                                     | Družice byla úspěšně vynesena na orbitu a komunikuje. (aktuální k červenci 2024) | na orbitě, aktivní | [ 8 ] |